# Paul Perquer
Paul Eugène Célestin Perquer (Le Havre, 3 ottobre 1859 – Barneville-la-Bertran, 7 gennaio 1914) è stato un velista francese.
Partecipò ai giochi della II Olimpiade di Parigi nel 1900 a bordo di Esterel, con cui vinse una medaglia d'oro nella gara della classe da dieci a venti tonnellate.

## Palmarès
| Anno | Manifestazione | Sede   | Evento           | Risultato |
| ---- | -------------- | ------ | ---------------- | --------- |
| 1900 | Olimpiadi      | Parigi | Classe 10-20 ton | Oro       |